# Samantha Reeves
Samantha Reeves (ur. 17 stycznia 1979 w Redwood City) – amerykańska tenisistka.
W 1995 roku zadebiutowała w rozgrywkach cyklu ITF w amerykańskim Lakeland, gdzie do turnieju głównego w singlu przebiła się z kwalifikacji. W 1997 roku po raz pierwszy osiągnęła finał imprezy singlowej a w deblu odniosła sukces, wygrywając (w parze z Amy Jensen z Australii) w Little Rock. W sumie w zawodach tej rangi wygrała dwa turnieje singlowe i sześć deblowych.
W 1998 roku zadebiutowała we wszystkich czterech turniejach wielkoszlemowych, ogrywając między innymi nr 15, Sandrine Testud, w pierwszej rundzie French Open.
W 2001 roku wygrała swój pierwszy turniej deblowy WTA, w parze z Włoszką Adrianą Serrą Zanetti. Razem, w całej karierze wygrała dwa turnieje deblowe cyklu WTA.

## Finały turniejów WTA
| Legenda                | Legenda |
| ---------------------- | ------- |
| Wielki Szlem           |         |
| Igrzyska olimpijskie   |         |
| WTA Tour Championships |         |
| 1988 – 2008            |         |
| Kategoria I            |         |
| Kategoria II           |         |
| Kategoria III          |         |
| Kategoria IV           |         |
| Kategoria V            |         |

### Gra podwójna
| Końcowy wynik | Nr | Data             | Turniej     | Nawierzchnia | Partnerka             | Przeciwniczki                        | Wynik finału  |
| ------------- | -- | ---------------- | ----------- | ------------ | --------------------- | ------------------------------------ | ------------- |
| Zwyciężczyni  | 1. | 23 września 2001 | Quebec City | Dywanowa     | Adriana Serra Zanetti | Klára Koukalová Alena Vašková        | 7:5, 4:6, 6:3 |
| Finalistka    | 1. | 12 stycznia 2002 | Canberra    | Twarda       | Adriana Serra Zanetti | Nannie de Villiers Irina Sielutina   | 2:6, 3:6      |
| Zwyciężczyni  | 2. | 22 września 2002 | Quebec City | Dywanowa     | Jessica Steck         | María Emilia Salerni Fabiola Zuluaga | 4:6, 6:3, 7:5 |

## Wygrane turnieje rangi ITF
| turnieje z pulą nagród 100 000 $ |
| turnieje z pulą nagród 75 000 $  |
| turnieje z pulą nagród 50 000 $  |
| turnieje z pulą nagród 25 000 $  |
| turnieje z pulą nagród 15 000 $  |
| turnieje z pulą nagród 10 000 $  |

### Gra pojedyncza
|    | Data       | Turniej       | Kat. | ($)    | Naw.   | Finalistka         | Wynik         |
| 1. | 03/12/2001 | West Columbia | ITF  | 50 000 | twarda | Mashona Washington | 6:1, 6:0      |
| 2. | 19/10/2003 | Sedona        | ITF  | 50 000 | twarda | Kristina Brandi    | 7:6, 4:6, 6:4 |

## Finały juniorskich turniejów wielkoszlemowych

### Gra podwójna (1)
| Końcowy wynik | Rok  | Turniej   | Nawierzchnia | Partnerka      | Przeciwniczki                          | Wynik finału  |
| Finalistka    | 1996 | Wimbledon | Trawiasta    | Lilia Osterloh | Wolha Barabanszczykawa Amélie Mauresmo | 7:5, 3:6, 1:6 |